# Télévision Suisse Romande

Logo von TSR

Logo der neuen Anstalt

Télévision Suisse Romande (TSR) war das 1953 gegründete öffentlich-rechtliche Fernsehen für das französischsprachige Publikum in der sogenannten Welschschweiz. Zum 29. Februar 2012 ging die Télévision Suisse Romande zusammen mit der Radio Suisse Romande in die neue Radio Télévision Suisse auf. Hierzu wurden die Programme entsprechend umbenannt: Aus TSR 1 wurde RTS Un, und aus TSR 2 wurde RTS Deux.
Der Sitz von TSR und der Nachfolgeanstalt RTS befindet sich in einem 17-stöckigen Hochhaus in Genf. Der Sender verbreitet sein Programm über die Kanäle RTS 1 und RTS 2. TSR gehört zur Gruppe SRG SSR. Redaktionsbüros unterhält der Sender neben Genf auch in Lausanne, Sitten, Moutier, Freiburg und Neuenburg.
Neben der bis weit nach Ost-Frankreich reichenden terrestrischen Verbreitung (neuerdings auch digital über DVB-T) und Kabeleinspeisung in der gesamten Schweiz ist der Sender auch verschlüsselt über den Satelliten Hot Bird 3 und seit 2002 auszugsweise im Internet empfangbar. Des Weiteren sind RTS 1 und RTS 2 in der Schweiz (mit schweizerischer IP-Adresse) auch über Zattoo zu empfangen.
TSR ging im Jahre 1954 auf Sendung. 1984 beteiligte sich der Sender zusammen mit France Télévisions am Aufbau des internationalen frankophonen Senders TV5.